# Léon Morin, prêtre
Léon Morin, prêtre é um filme francês dirigido por Jean-Pierre Melville do gênero drama e romance com o elenco principal composto por Emmanuelle Riva e Jean-Paul Belmondo. 

## Sinopse
Uma mulher chamada Barny (Emmanuelle Riva) que ficou recentemente viúva assiste os italianos e os alemães invadindo sua cidade durante a Segunda Guerra Mundial. Ela então batiza sua filha na igreja e a envia para uma fazenda não tão distante. Ela vê alguns de seus amigos e colegas de trabalho tendo suas vidas drasticamente alteradas pela chegada da guerra. Um dia, ela decide confrontar o padre Léon Morin (Jean-Paul Belmondo) porém, a resposta a surpreende e então ela começa a o visitar durante a noite e ter algumas conversas sobre fé, religião e moral enquanto aos poucos cresce um relacionamento de respeito mútuo entre os dois. 

## Elenco
- Emmanuelle Riva .... Barny
- Jean-Paul Belmondo .... Léon Morin
- Irène Tunc .... Christine Sangredin
- Nicole Mirel .... Sabine Levy
- Gisèle Grimm .... Lucienne
- Patricia Gozzi .... France